# Corneliuskerk (Beuningen)
De Corneliuskerk is een rooms-katholiek kerkgebouw in Beuningen in de Nederlandse provincie Gelderland. De kerk staat aan de Dorpssingel bij de Van Heemstraweg in het oude centrum, tegenwoordig aan de noordkant van het dorp.
De huidige kerk werd in 1900-1901 in neo-gotische stijl gebouwd naar ontwerp van architect Caspar Franssen op de plek van een waterstaatskerk uit 1846. De 14e-eeuwse kerktoren werd opgenomen in het nieuwe gebouw alhoewel de toren tot 1949 eigendom was van de (burgerlijke) gemeente. De oude romaanse toren werd neogotisch opgepimpt met 4 hoekspitsen.
Sinds 2002 zijn de kerk (met orgel en hek), de pastorie uit 1839 (met tuinmuur en hek), het lijkenhuisje op het kerkhof, het koetshuis en het Heilig Hartbeeld in de tuin van de pastorie beschermd als rijksmonument.

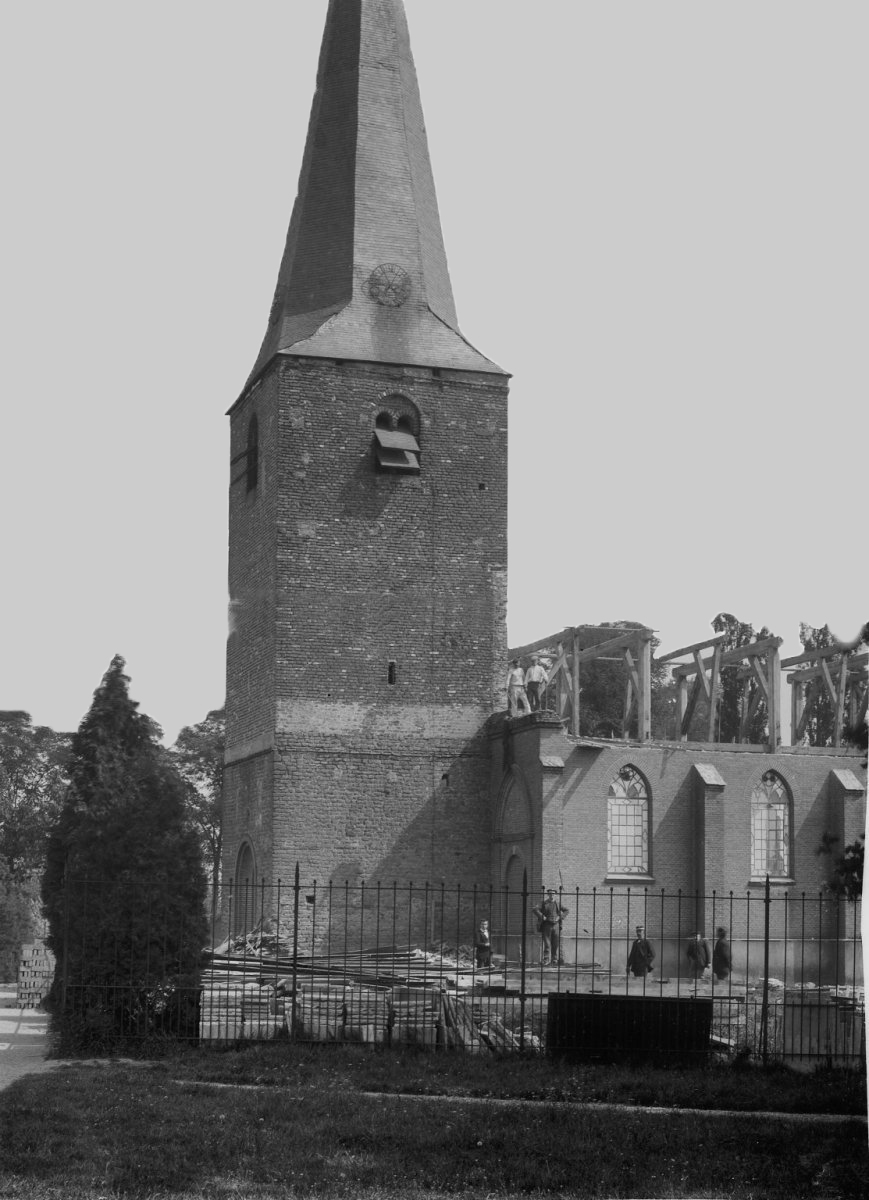
De middeleeuwse toren en de kerk uit 1846 tijdens de afbraak in mei 1900
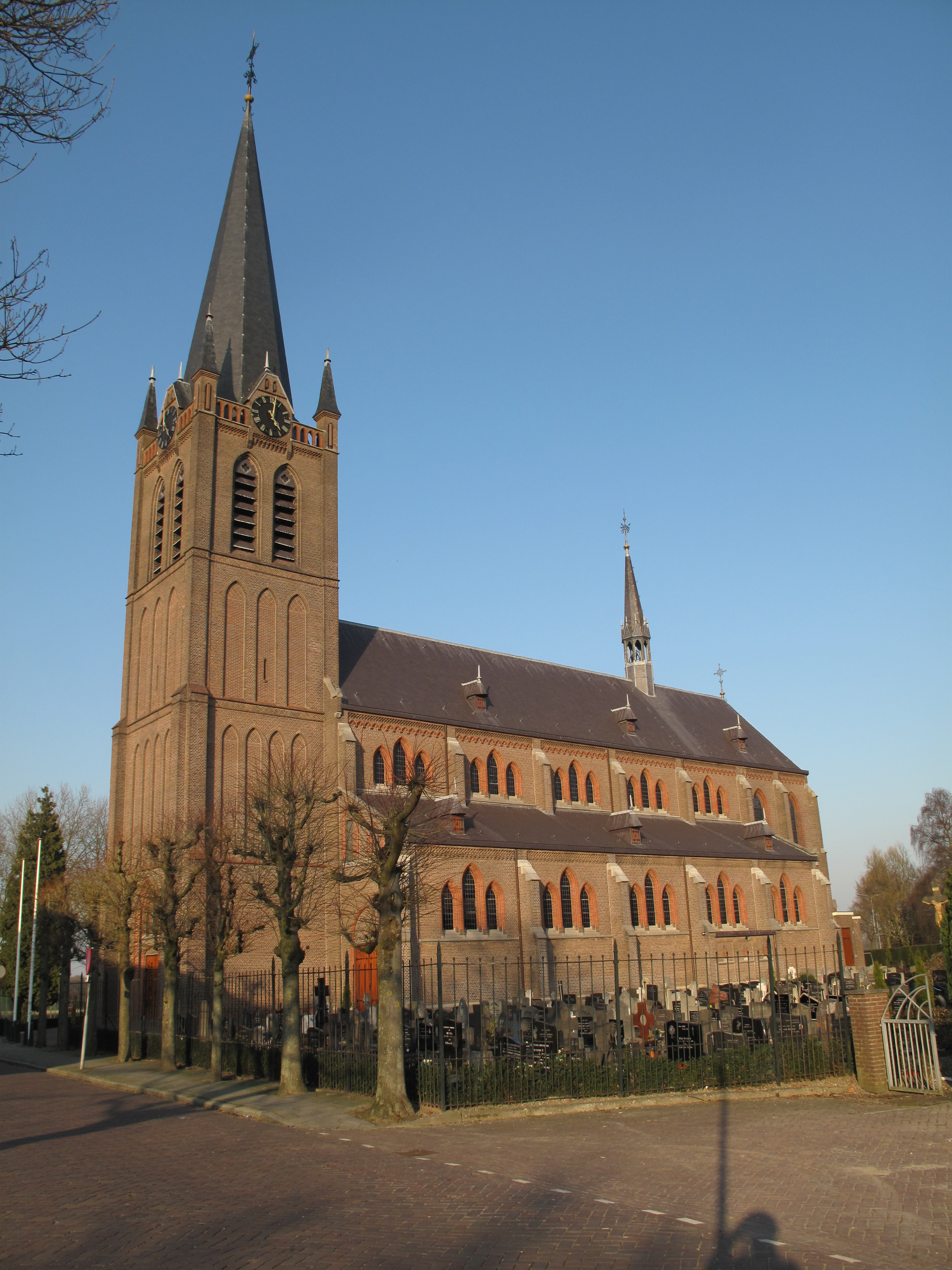
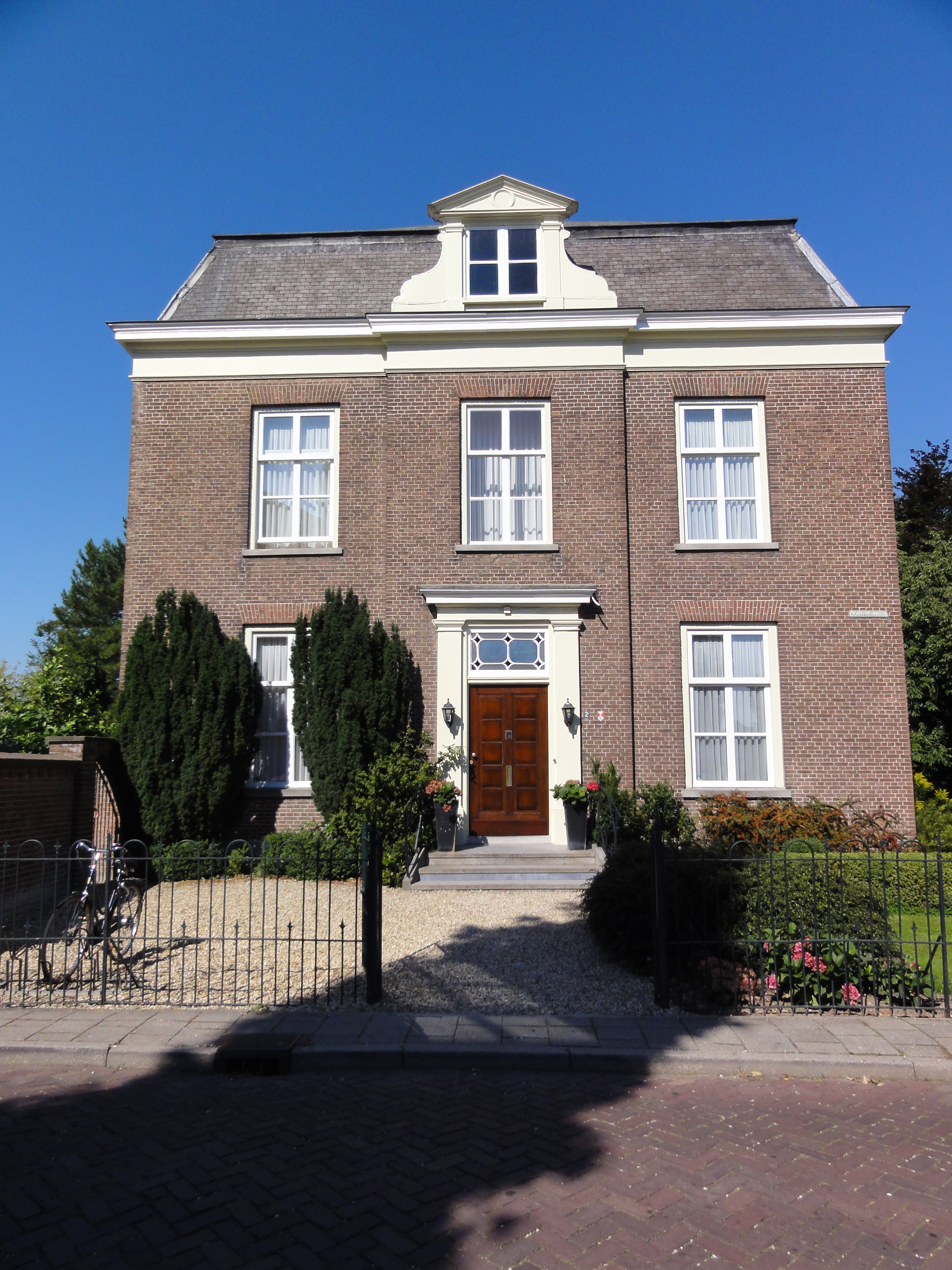
Pastorie
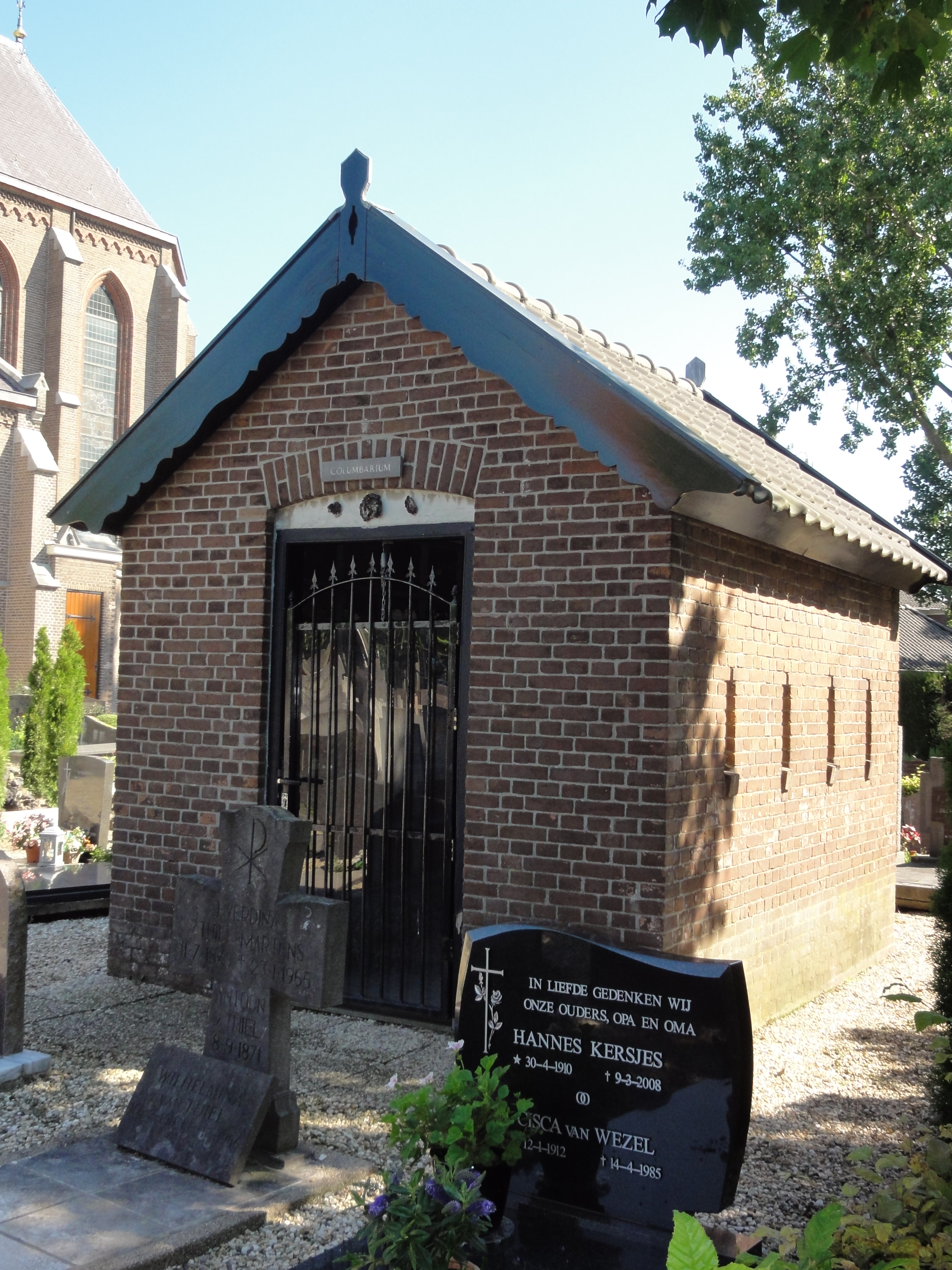
Lijkenhuisje
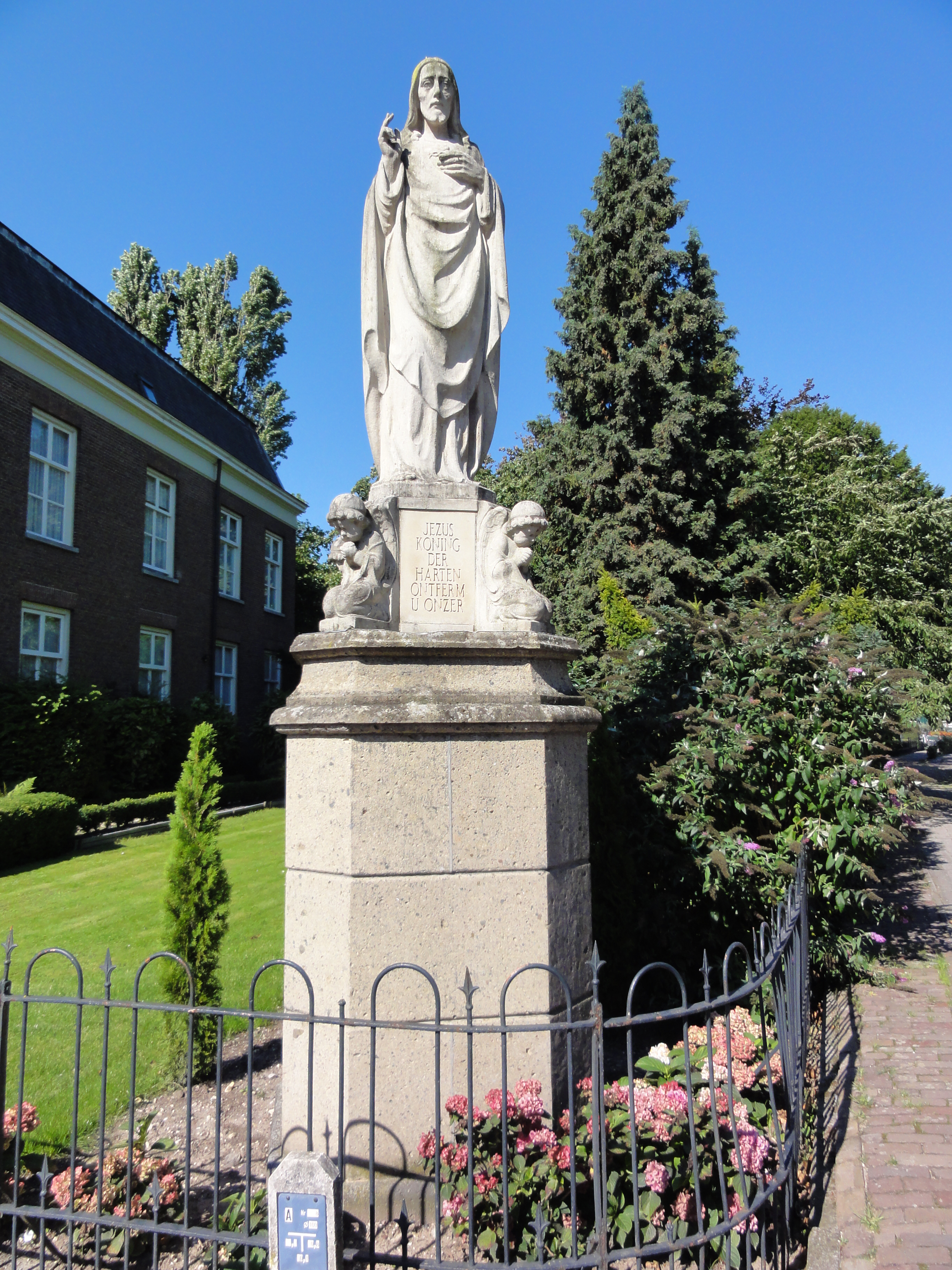
Heilig Hartbeeld
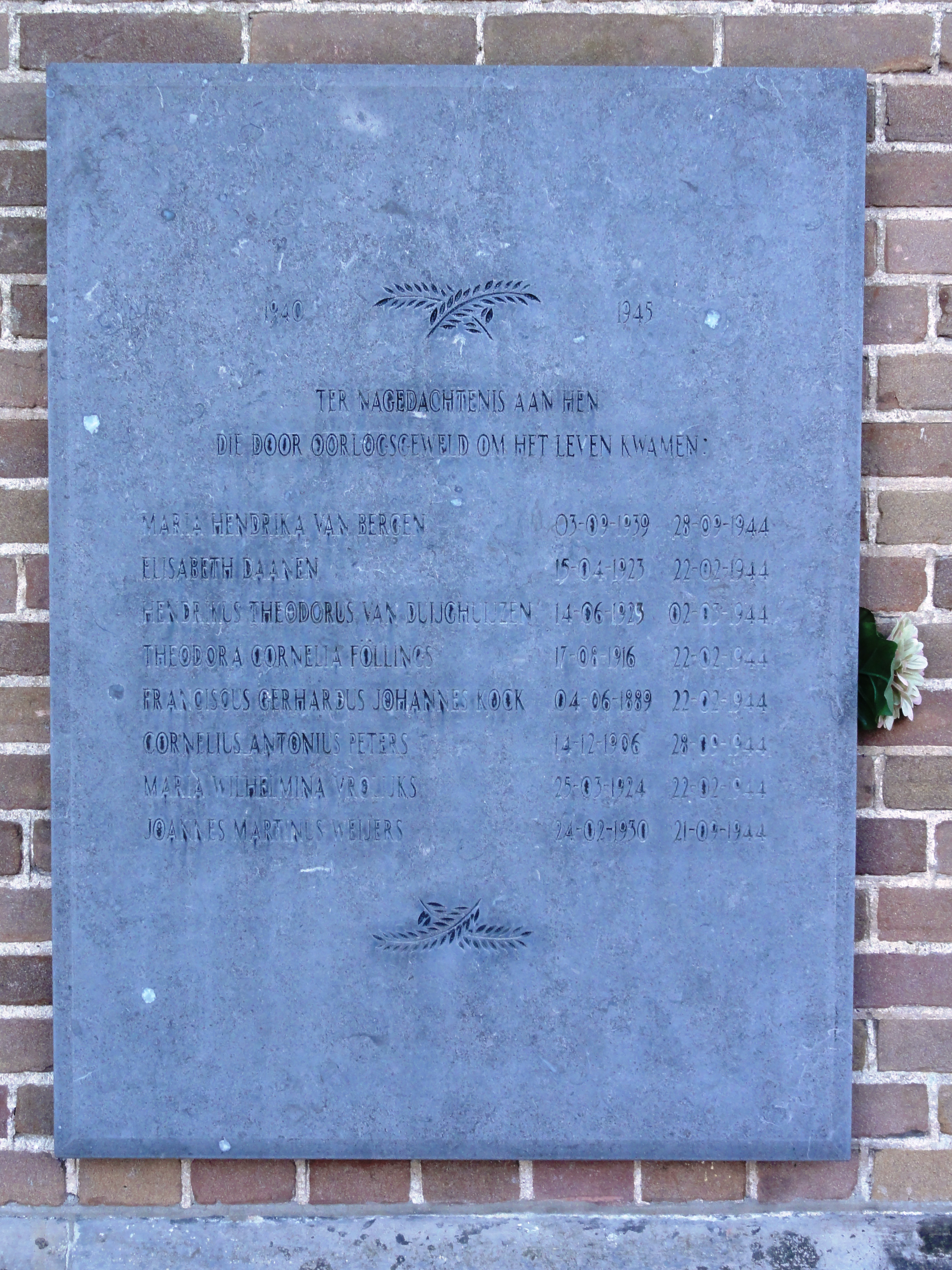
Plaquette voor oorlogsslachtoffers 1940-'45, aan de kerkmuur